# Gyde Jensen

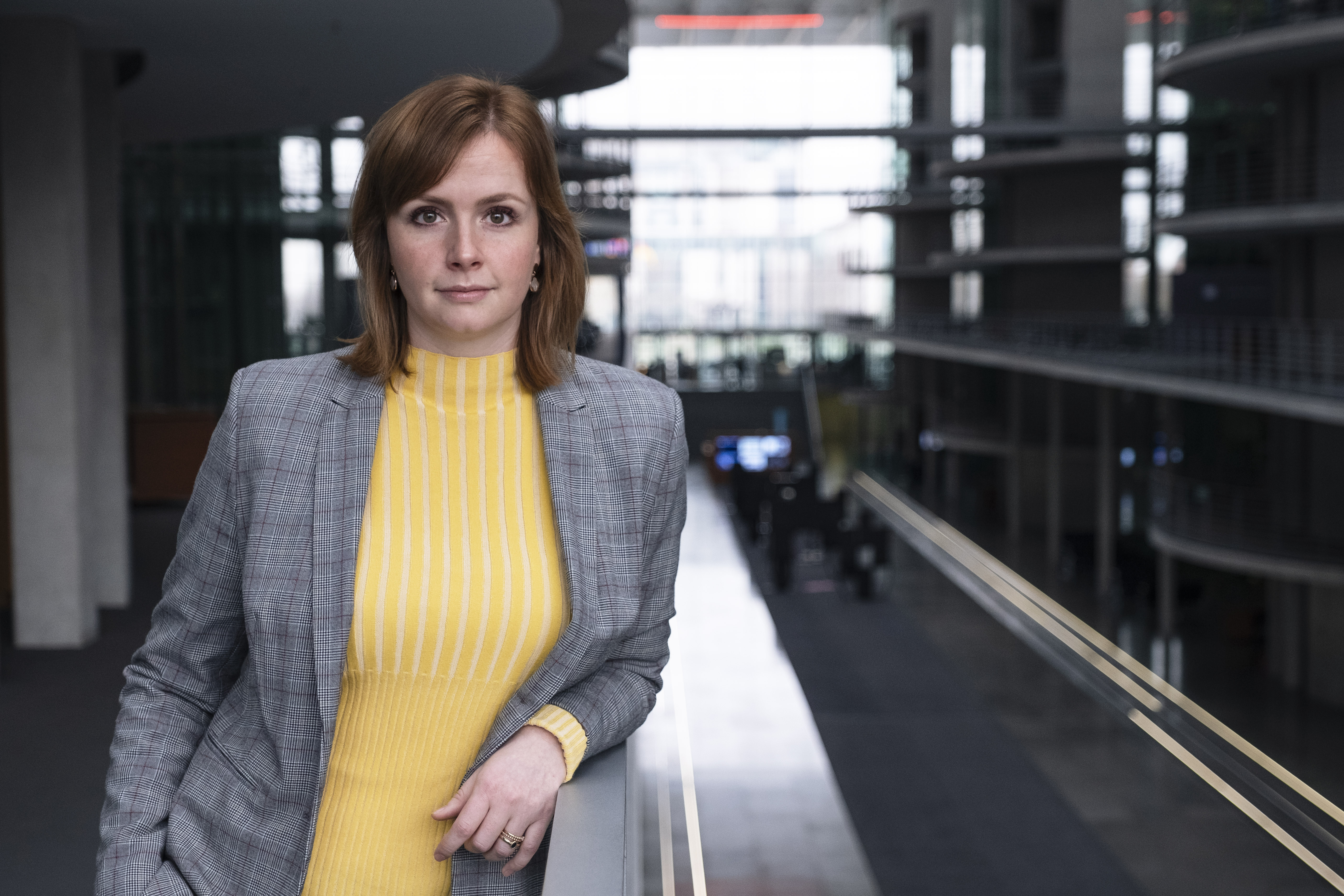
Gyde Jensen im Paul-Löbe-Haus, 2019

Gyde Jensen-Bornhöft (* 14. August 1989 in Rendsburg als Gyde Jensen) ist eine deutsche Politikwissenschaftlerin und Politikerin (FDP). Sie war von 2017 bis 2025 Mitglied des Deutschen Bundestages. Durch das Scheitern der FDP an der Fünf-Prozent-Hürde bei der Bundestagswahl 2025 schied Jensen aus dem Bundestag aus. Seit Mai 2021 ist sie Beisitzerin im Bundesvorstand der FDP und seit Ende 2022 stellvertretende Landesvorsitzende der FDP Schleswig-Holstein.

## Leben

### Ausbildung und Beruf
Gyde Jensen studierte Anglistik und Internationale Politik an der Universität Kiel mit Bachelor- und Masterabschluss und arbeitete nach dem Studium nach Stationen in Genf und Washington, D.C. als Kommunikationsberaterin für die FDP-nahe Friedrich-Naumann-Stiftung.

### Abgeordnete

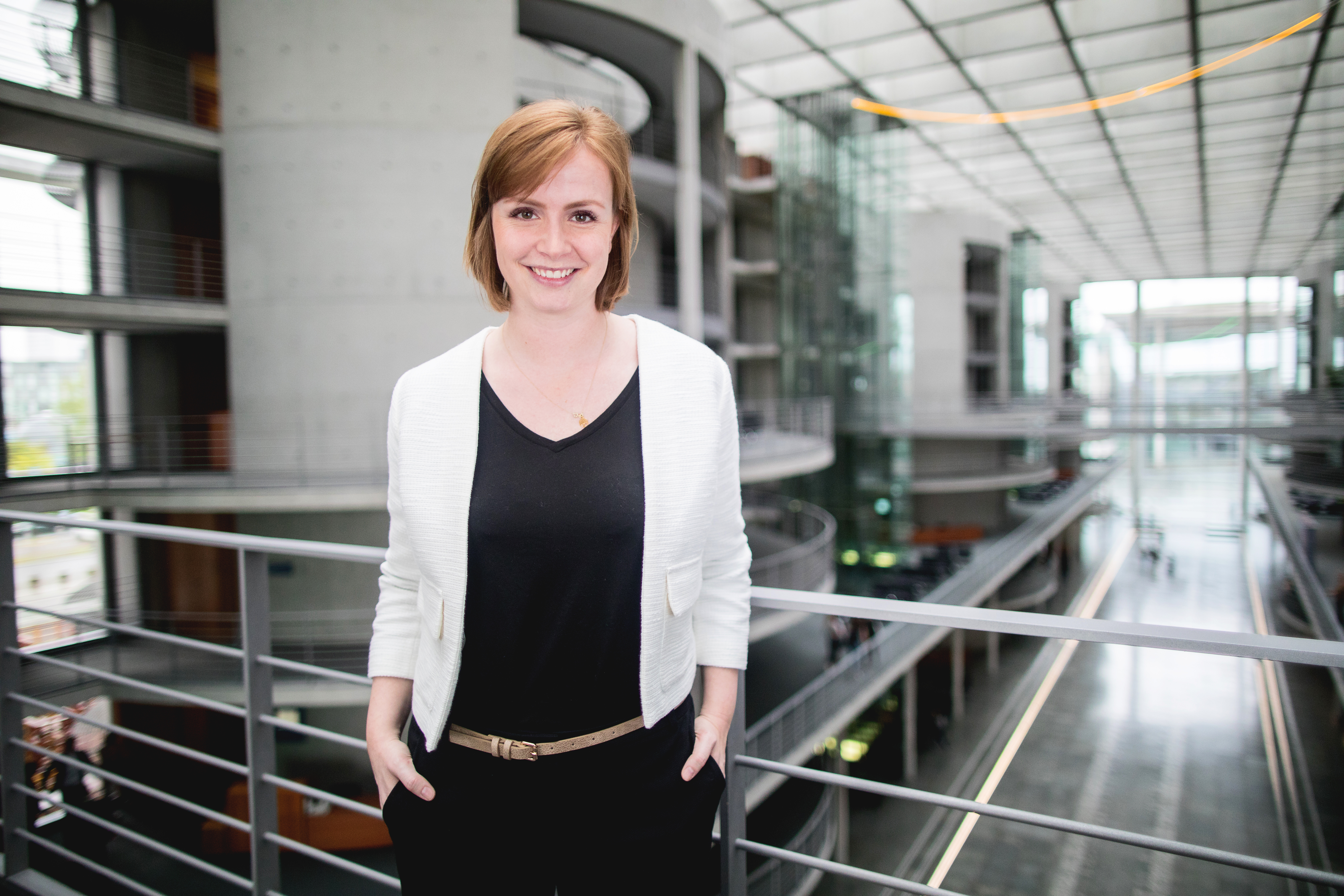
Gyde Jensen, 2018

Die Landesvertreterversammlung der schleswig-holsteinischen FDP wählte Jensen im Mai 2016 auf den vierten Listenplatz für die Bundestagswahl 2017. Sie hatte sich gegen den ehemaligen Bundestagsabgeordneten Sebastian Blumenthal durchgesetzt.
Bei der Wahl errang die FDP im Land Schleswig-Holstein dann mit 12,6 Prozent der Zweitstimmen drei Mandate. Durch den Verzicht des schleswig-holsteinischen Wirtschaftsministers Bernd Buchholz als Listenplatzzweiten auf das Mandat griff der Listenplatz 4 von Jensen. Bis die SPD-Abgeordnete Bela Bach im Februar 2020 in den Bundestag nachrückte, war Gyde Jensen die jüngste weibliche Abgeordnete im 19. Deutschen Bundestag.
Am 31. Januar 2018 übernahm sie den Vorsitz des Bundestagsausschusses für Menschenrechte und humanitäre Hilfe, den sie bis zum Ende der Legislaturperiode innehatte. Sie war damit die jüngste Ausschussvorsitzende in der Geschichte des Deutschen Bundestags. Sie war in der 19. Legislaturperiode zudem Sprecherin der FDP-Fraktion für Menschenrechte und humanitäre Hilfe. Außerdem war sie Mitglied in der Parlamentarischen Versammlung des Europarates und der Ostseeparlamentarierkonferenz.
Bei der Landesvertreterversammlung der FDP Schleswig-Holstein zur Bundestagswahl 2021 wählten die Delegierten Gyde Jensen auf Listenplatz 2. Dabei setzte sie sich gegen die FDP-Abgeordnete Christine Aschenberg-Dugnus durch. Bei der Bundestagswahl 2021 trat Jensen als Direktkandidatin der FDP im Wahlkreis Nordfriesland/Dithmarschen Nord an. Sie konnte ihr Mandat verteidigen und zog über die Landesliste in den Bundestag ein. Am 2. März 2023 sprach sie in der Bundestagsdebatte zum 25. Jahrestag der Europäischen Charta der Regional- oder Minderheitensprachen in niederdeutscher Sprache. Am 7. Dezember 2021 wurde sie zur stellvertretenden Vorsitzenden ihrer Fraktion gewählt. Durch das Scheitern der FDP an der Fünf-Prozent-Hürde bei der Bundestagswahl 2025 verlor Gyde Jensen ihr Abgeordnetenmandat und gehört dem neuen Bundestag nicht mehr an.

### Privates
Jensen ist mit dem ehemaligen FDP-Landtagsabgeordneten Dennys Bornhöft verheiratet. Sie lebt mit ihrem Mann und ihren beiden Kindern in Kiel.